# Sanja Trivunović
Sanja Trivunović (ur. 29 marca 1990 w Belgradzie) – serbska siatkarka, grająca na pozycji przyjmującej. 

## Sukcesy klubowe
Mistrzostwo Serbii:
- 2021
- 2016

Mistrzostwo Cypru:
- 2017

Puchar Serbii:
- 2020